# Euphorbia cyri
Euphorbia cyri är en törelväxtart som beskrevs av Victor W. Steinmann. Euphorbia cyri ingår i släktet törlar, och familjen törelväxter. Inga underarter finns listade i Catalogue of Life.